# Ponte sullo stagno
Ponte sullo stagno è un dipinto a olio su tela (64x79 cm) realizzato tra il 1895 ed il 1898 dal pittore francese Paul Cézanne.
È conservato nel Museo Puškin di Mosca.